# Rubio Rubín
Rubio Méndez Rubín (Beaverton, Oregon, 1 de marzo de 1996) es un futbolista estadounidense-guatemalteco de ascendencia mexicana que juega en la demarcación de delantero para el Charleston Battery de la USL Championship. Es internacional con la selección de fútbol de Guatemala desde el 2 de junio de 2022. Anteriormente fue internacional con la Selección de fútbol de los Estados Unidos en categorías menores y absoluta desde el 14 de noviembre de 2014 hasta el 2 de junio de 2018.

## Trayectoria

### Inicios
Rubin comenzó su carrera juvenil jugando con Doner kebab Nacho Herrarte en el Barberenilla FC Metros de Oregón, para luego pasar a formar parte de las divisiones inferiores del Portland Timbers.

### FC Utrecht
Rubin se unió al FC Utrecht en 2013, y en julio de 2014, una vez cumplida la mayoría de edad, firmó un contrato por 4 años con el club de la Eredivisie. Hizo su debut profesional con el club neerlandés el 17 de agosto de 2014, asistiendo en uno de los goles en la victoria 2-1 sobre el Willem II en el primer partido de la temporada 2014-15. El 29 de noviembre de 2014, Rubin anotó su primer gol con el club y como profesional en la victoria 5-1 sobre el NAC Breda en un partido de la Eredivisie. Volvió a anotar en siguiente fecha de la Eredivisie en la derrota 1-3 frente al Feyenoord.

## Selección nacional

### Selecciones juveniles y mayor
Rubin ha sido parte de las selecciones inferiores de los Estados Unidos; sus excelentes actuaciones con la selección sub-17 de su país lo hicieron merecedor del premio al Futbolista Joven del Año en Estados Unidos en 2012. Tiene la opción de jugar tanto para México, Guatemala y para la selección de Estados Unidos, pero ha dejado en claro su deseo por representar a Estados Unidos o Guatemala, en esta última, inició su proceso de nacionalización para poder jugar las eliminatorias mundialistas a Catar 2022.
El 15 de octubre de 2014 debutó con la selección sub-23 en un partido amistoso frente a Brasil.
El 28 de diciembre de 2014 fue incluido en la lista preliminar de 35 jugadores que representaron a Estados Unidos en al Campeonato Sub-20 de la Concacaf de 2015, el cual sirvió de clasificación para la Copa Mundial de Fútbol en esa categoría en junio de ese año.
El 13 de mayo de 2015, Rubin fue incluido en la convocatoria final para la Copa Mundial de Fútbol Sub-20 de 2015. Debutó como titular y asistiendo en uno de los goles de su selección en la victoria 2-1 sobre Myanmar en el partido inaugural. El 2 de junio anotó un doblete en la victoria 4-0 sobre Nueva Zelanda en la fase de grupos, ayudando a su selección a alcanzar la segunda ronda del torneo. Volvió a jugar un rol fundamental en la segunda ronda, anotando el único gol del partido en la victoria 1-0 frente a Colombia.

### Selección mayor
Rubin fue convocado por primera vez a la selección mayor de los Estados Unidos el 28 de agosto de 2014 con miras a un partido amistoso frente a la República Checa. Hizo su debut el 14 de noviembre de ese año en un partido amistoso frente a Colombia en Londres. Terminó el torneo jugando los cinco partidos de su selección como titular y anotando tres goles.
En 2022 fue llamado a la selección mayor de Guatemala, en la que ha participado en eliminatorias rumbo a Ԛatar 2022 y en la Copa Oro 2023 jugando de delantero.

### Participaciones en Copas del Mundo
| Mundial                     | Sede          | Resultado        | Partidos | Goles |
| --------------------------- | ------------- | ---------------- | -------- | ----- |
| Copa Mundial Sub-20 de 2015 | Nueva Zelanda | Cuartos de final | 5        | 3     |

## Clubes
| Club                        | País           | Año           |
| --------------------------- | -------------- | ------------- |
| FC Utrecht                  | Países Bajos   | 2014 - 2016   |
| Silkeborg IF                | Dinamarca      | 2017          |
| Stabæk IF                   | Noruega        | 2017          |
| Club Tijuana                | México         | 2018          |
| Dorados de Sinaloa          | México         | 2019 - 2020   |
| San Diego Loyal SC          | Estados Unidos | 2020 - 2021   |
| Realt Salt Lake             | Estados Unidos | 2021 - 2024   |
| Gallos Blancos de Querétaro | México         | 2024          |
| Charleston Battery          | Estados Unidos | 2025-presente |

## Estadísticas
Actualizado el 7 de noviembre de 2024.
| FC Utrecht · Países Bajos                                                                                                 |               |               |     |    |    |   |    |    |     |    |
| 1.ª |               |               |     |    |    |   |    |    |     |    |
| 2014/15 | 28            | 3             | 1   | 0  | -  | - | 29 | 3  |     |    |
| 2015/16 | 7             | 0             | 1   | 1  | 3  | 0 | 11 | 1  |     |    |
| 2016/17 | 3             | 0             | 0   | 0  | 0  | 0 | 3  | 0  |     |    |
| Total club | Total club    | 38            | 3   | 2  | 1  | 3 | 0  | 43 | 4   |    |
| Silkeborg IF Dinamarca |               |               |     |    |    |   |    |    |     |    |
| 1.ª |               |               |     |    |    |   |    |    |     |    |
| 2016/17 | 3             | 0             | 1   | 0  | 0  | 0 | 4  | 0  |     |    |
| Total club | Total club    | 3             | 0   | 1  | 0  | 0 | 0  | 4  | 0   |    |
| Club Tijuana · México |               |               |     |    |    |   |    |    |     |    |
| 1.ª |               |               |     |    |    |   |    |    |     |    |
| C-2018 | 8             | 1             | 0   | 0  | 3  | 0 | 11 | 1  |     |    |
| A-2018 | 7             | 0             | 3   | 0  | -  | - | 10 | 0  |     |    |
| Total club | Total club    | 15            | 1   | 3  | 0  | 3 | 0  | 21 | 1   |    |
| Dorados de Sinaloa · México                                                                                               |               |               |     |    |    |   |    |    |     |    |
| 2.ª |               |               |     |    |    |   |    |    |     |    |
| C-2019 | 15            | 2             | 3   | 1  | -  | - | 18 | 3  |     |    |
| 2019-20 | 19            | 3             | 6   | 1  | -  | - | 25 | 4  |     |    |
| Total club | Total club    | 34            | 5   | 9  | 2  | 0 | 0  | 43 | 7   |    |
| San Diego Loyal SC Estados Unidos                                                                                         |               |               |     |    |    |   |    |    |     |    |
| 2.ª |               |               |     |    |    |   |    |    |     |    |
| 2020 | 5             | 7             | -   | -  | -  | - | 5  | 7  |     |    |
| Total club | Total club    | 5             | 7   | 0  | 0  | 0 | 0  | 5  | 7   |    |
| Real Salt Lake Estados Unidos                                                                                             |               |               |     |    |    |   |    |    |     |    |
| 1.ª |               |               |     |    |    |   |    |    |     |    |
| 2021 | 37            | 8             | -   | -  | -  | - | 37 | 8  |     |    |
| 2022 | 24            | 1             | 1   | 0  | -  | - | 25 | 1  |     |    |
| 2023 | 24            | 2             | 3   | 0  | 4  | 1 | 31 | 3  |     |    |
| Total club | Total club    | 85            | 11  | 4  | 0  | 4 | 1  | 93 | 12  |    |
| Querétaro F. C. · México                                                                                                  |               |               |     |    |    |   |    |    |     |    |
| 1.ª |               |               |     |    |    |   |    |    |     |    |
| 2024 | 6             | 0             | -   | -  | -  | - | 6  | 0  |     |    |
| 2024-25 | 10            | 1             | -   | -  | 1  | 0 | 11 | 1  |     |    |
| Total club | Total club    | 16            | 1   | 0  | 0  | 1 | 0  | 17 | 1   |    |
| Total carrera | Total carrera | Total carrera | 196 | 28 | 19 | 3 | 11 | 1  | 226 | 32 |
| (1)Incluye datos de la Copa de los Países Bajos (2014/15, 2015/16); Playoffs Clasificatorios a la Europa League (2015/16) |               |               |     |    |    |   |    |    |     |    |

## Palmarés

### Distinciones individuales
| Distinción                                 | Año  |
| ------------------------------------------ | ---- |
| Futbolista Joven del Año en Estados Unidos | 2012 |